# 阿嘉·洛桑图旦·久美嘉措
第八世阿嘉呼圖克圖·洛桑图旦·久美嘉措（藏語：ཨ་རྒྱ་ཧོ་ཐོག་ཐུ་ བློ་བཟང་ཐུབ་བསྟན་ འཇིགས་མེད་རྒྱ་མཚོ་，威利转写：Agya Hotogtu blo bzang thub bstan 'jigs med rgya mtsho，藏语拼音：Lobsang Tubten Jigme Gyatso，1950年8月—），青海海晏人，蒙古族，第八世阿嘉活佛。曾任中国佛教协会副会长、第七、八届全国政协委员，第九届全国政协常委等职。1998年离开中国出走美国，现居美国印第安纳州。

## 生平
阿嘉·洛桑图旦·久美嘉措是青海省海晏县哈日锦乡人。3岁时由十世班禅认定成为前世阿嘉活佛的转世灵童。年輕時曾經歷大躍進及中国政府发起的宗教改革。文化大革命期間，他曾“目睹寺廟被毀、經書被燒、僧人被虐被捕”，自己則被送去勞動改造。但他仍偷偷跟著舅舅嘉雅仁波切（十世班禪喇嘛的教師）學佛。1980年代起，担任过青海省佛教协会会长，第七、八届青海省政协副主席，中国佛教协会副会长，中华全国青年联合会副主席，第七、八届全国政协委员，第九届全国政协常委等职。阿嘉仁波切表示當時人們對班禪大師於1989年「突然離去」，早就疑惑重重。他还担任过十一世班禅转世灵童寻访小组秘书长。

### 出走
1998年2月20日，他化妝易容秘密出境，通過瓜地馬拉到達美國，展開另一頁傳法生涯。其后，时任中共中央总书记江泽民曾赠诗规劝其回去。阿嘉仁波切2000年在加州创建西方利乐塔尔寺和西藏悲智中心（TCCW）。后受第十四世达赖喇嘛指派，现旅居住持在美国印第安纳州的藏蒙佛教文化中心和强孜林寺。

### 自傳
2010年3月，阿嘉活佛出版英文自传“Surviving the Dragon”《顺水逆风》，讲述他在中国的经历。他表示“中央政府逮捕十四世達賴喇嘛所認定第十世班禪額爾德尼的轉世靈童更登確吉尼瑪後，在另行舉辦「金瓶掣籤」時「從拉薩賓館到大昭寺的路上，沿路兩邊都是全副武裝的武警，頭上戴鋼盔，手上拿著槍。到了大昭寺，裡頭坐得滿滿的，但很多都是不認識的人，估計都是便衣員警。以提防藏傳佛教的高僧及情勢失控。”他還声称中央政府“違反藏傳佛教儀規動手腳以確保抽出屬意的人選”。按照自传的说法，當時的宗教局長葉小文在儀式後返回北京的專機上親口向阿嘉仁波切、嘉木樣活佛、與李鐵映说：「我們在選定靈童過程中力求做到萬無一失，（我們）在一個裝寫有候選人姓名的象牙簽的錦套中塞了棉花，讓這個候選人的簽高出一截，因此才順利的選中了合適的候選人。」中央政府並要求阿嘉仁波切擔任這位被指定「漢班禪」的经师，阿嘉仁波切称此事使其決心出走。
阿嘉活佛說，金瓶掣簽象徵著滿清皇帝對西藏事務的權威，但西藏活佛轉世選定中是否有金瓶掣簽一直存在爭議。按照西藏傳統，轉世靈童候選人的名單被裹在糌粑丸裏，把幾個糌粑丸放在碗中不停地搖晃，直到剩下一個糌粑丸為止。「共产党是绝对不信佛教的、不信宗教的，可是最后呢由一个不信教的政党，给你找了一个灵童，要你去信仰，这个是比较难以接受的事，也是比较寒心的一件事啊。」
他說：「當然我到了國外的時候沒有以前的那些榮華富貴，什麼都沒有了，所謂的那個政協副主席的副省級的待遇，還有更高的待遇，就是要當中國佛協會長、全國政協常委，這些待遇都沒有了。這個我都知道，我都不惋惜，我覺得我自己的信仰比較重要。」

## 外部連結
- 西藏文化中心及強孜林寺

 本文全部或部分内容来自美国联邦政府所属的美国之音网站。根据版权条款（英文）和有关美国政府作品版权的相关法律，其官方发布的内容属于公有领域。